# United Fruit Company

Plakat przedstawiający proces produkcji bananów opublikowany przez United Fruit Company około 1929 roku

United Fruit Company – amerykańska korporacja, która działała na rynku handlu owocami tropikalnymi (głównie bananami i ananasami) w latach 1899-1970. Wywodzi się z niej działająca do dziś firma Chiquita Brands International.
Firma, posiadająca przez dużą część XX wieku faktyczny monopol na handel bananami i ananasami uprawianymi w krajach Trzeciego Świata (głównie Ameryki Centralnej), często oskarżana była o praktyki neokolonialistyczne, stała się symbolem międzynarodowego kapitalizmu, a państwa, w których działała, określane były mianem republik bananowych.
W 1970, po okresie złych wyników finansowych, United Fruit Company zostało połączone z AMK, tworząc United Brands Company, a następnie przekształcone w korporację Chiquita Brands International.